# Бурбах
Бурбах (фр. Burbach) насеље је и општина у источној Француској у региону Алзас, у департману Доња Рајна која припада префектури Саверн.
По подацима из 2011. године у општини је живело 309 становника, а густина насељености је износила 48,74 становника/km². Општина се простире на површини од 6,34 km². Налази се на средњој надморској висини од 270 метара (максималној 348 m, а минималној 238 m).

## Демографија
| 1962. | 1968. | 1975. | 1982. | 1990. | 1999. | 2011. |
| ----- | ----- | ----- | ----- | ----- | ----- | ----- |
| 297   | 308   | 302   | 286   | 288   | 309   | 309   |

График промене броја становника у току последњих година